# Rochelle Pangilinan
Rochelle Pangilinan (23 de mayo de 1982, Malabon), es una cantante pop, bailarina y actriz filipina. Ella participa también como cantante junto al grupo popular femenino SexBomb Girls. Ella puede ser vista como el protagonista principal en el Daisy Siete, en un espectáculo popular difundida por la red televisiva de GMA. Más recientemente, ella ha incursionado para interpretar otros estilos musicales, denominada también como la artista del género rap y hip-hop bajo el nombre de RoC.

## Álbumes
(Junto a SexBomb Girls)
- 2002: Putok Unang (4X Platino)
- 2003: Ronda 2 (5x Platino)
- 2004: Thr3at Bomb (2X Platino)
- 2005: Sumunod Sumayaw, Lo Mejor de las Chicas Sexbomb (Platinum)
- 2006: Daisy Siete V-Day
- 2007: Roc-A-Holic (álbum en solitario)
- 2008: Vaklushii

## Shows en Televisión
- Eat Bulaga (1999/2007, 2007-present) - Performer
- Daboy en Da Girl (2002) - Britney
- Daisy Siete (2003-present) - several roles
- Adik Sa'Yo - Herself
- Tok! Tok! Tok! Isang Milyon Pasok! (2007) - Herself
- Darna (2005 TV series) (2005) - Corella
- Let's Get Aww!!! (aired on QTV)
- Bubble Gang (2009) - guest
- Show Me Da Manny (2009) - Rihanna
- Darna (2009 TV series) (2009)- Ms. Deborah Santos / Mananangal
- Diz Iz It (2010) - Guest Judge
- Diva (2010) - Kelly / Fake Sam
- Genesis (2013) - Odette Escalabre-Barrinuevo

## Filmografía
- Fantastic Man
- Bertud ng Putik
- Bakit Papa?